# (18974) Brungardt
(18974) Brungardt (2000 QX195) – planetoida z grupy pasa głównego asteroid okrążająca Słońce w ciągu 3,78 lat w średniej odległości 2,43 j.a. Odkryta 28 sierpnia 2000 roku.